# Dauphin du Cap
Cephalorhynchus heavisidii
Espèce
Statut de conservation UICN

 NT  : Quasi menacé
Statut CITES
Le dauphin du Cap (Cephalorhynchus heavisidii) est une espèce de mammifères de l'ordre des cétacés.

## Distribution

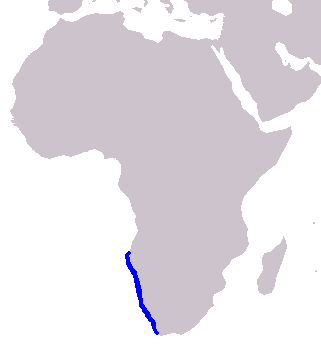
Aire de distribution de l'espèce